# Edmund Dell
Edmund Emanuel Dell (ur. 15 sierpnia 1921 w Londynie, zm. 28 października 1999 tamże) – brytyjski polityk, członek Partii Pracy, Partii Socjaldemokratycznej i Liberalnych Demokratów, minister w rządach Harolda Wilsona i Jamesa Callaghana.

## Życiorys
Pochodził z rodziny o żydowskich korzeniach. Podczas II wojny światowej walczył w szeregach Korpusu Strzelców oraz w Królewskiej Artylerii. Dosłużył się rangi porucznika. Po wojnie studiował w Queen’s College na Uniwersytecie Cambrige, uzyskując w 1947 r. dyplom z historii nowożytnej. Następnie rozpoczął pracę w Imperial Chemical Industries w Manchesterze, gdzie odpowiadał za handel z państwami Ameryki Łacińskiej. Wkrótce został wiceprezesem Plastics Division.
W 1953 r. Dell został wybrany do rady miasta Manchesteru, gdzie zasiadał przez 7 lat. W 1955 r. podjął nieudaną próbę dostania się do Izby Gmin z okręgu Middleton and Prestwich. W wyborach 1959 r. Dell nie wystartował. Wygrał wreszcie wybory 1964 r. i zasiadł w Izbie Gmin jako reprezentant okręgu Birkenhead. Wkrótce został parlamentarnym prywatnym sekretarzem Johna Diamonda. W 1968 r. został ministrem stanu ds. handlu. W 1969 r. objął analogiczne stanowisko w ministerstwie zatrudnienia. W 1970 r. został członkiem Tajnej Rady.
Był jednym z 69 laburzystowskich deputowanych, którzy w 1971 r. zagłosowali za przystąpieniem Wielkiej Brytanii do EWG. Kiedy Partia Pracy znalazła się w opozycji Dell pełnił funkcję przewodniczącego komisji wydatków publicznych. Po powrocie laburzystów do władzy w 1974 r. został Paymaster-General w rządzie Wilsona, a kiedy premierem został Callaghan w 1976 r. został członkiem gabinetu jako minister handlu. Zrezygnował z tego stanowiska w 1978 r.
W Izbie Gmin zasiadał do 1979 r. Po rozłamie w Partii Pracy w 1981 r. przeszedł do Partii Socjaldemokratycznej, a po jej fuzji z Partią Liberalną w 1988 r. został członkiem Liberalnych Demokratów. Dell uczestniczył jako reprezentant socjaldemokratów w negocjacjach dotyczących połączenia obu partii.
Jako były deputowany prowadził karierę w biznesie. Był przewodniczącym Guinness Peat, założycielem Channel 4 w 1982 r., oraz dyrektorem Shell Trading. W latach 1991–1992 był przewodniczącym Londyńskiej Izby Handlu i Przemysłu. W 1996 r. napisał książkę The Chancellors: A History Of Chancellors Of The Exchequer 1945–90. Po jego śmierci w 2000 r. ukazała się jego kolejna książka, A Strange Eventful History, Democratic Socialism in Britain.

## Życie prywatne
Przez 36 lat był mężem Susan Gottschalk.